# Ouka Leele
Bárbara Allende Gil de Biedma (Madrid, 29 de junho de 1957 – Madrid, 24 de maio de 2022), também conhecida pelo nome artístico Ouka Leele, foi uma artista espanhola. Ficou conhecida principalmente como fotógrafa, pintora e poeta. Foi uma das protagonistas Movida madrilena no início dos anos 1980. Faleceu em 24 de maio de 2022.

## Publicações
- 2006, Poesía en carne viva (Ediciones Atlantis)
- 2006, Ouka Leele. El nombre de una estrella (Ellago Ediciones)
- 2008, Ouka Leele inédita (tf. editores).